# World Mixed Doubles
Il World Mixed Doubles è un torneo professionistico di snooker, non valido per il Ranking, che si disputerà per la prima volta nel 2022 a Milton Keynes, in Inghilterra.

## Albo d'oro
| Edizione | Vincitore | Finalista | Risultato | Stagione  | Città         | Impianto       | Tipologia   | Note |
| -------- | --------- | --------- | --------- | --------- | ------------- | -------------- | ----------- | ---- |
| 2022     |           |           |           | 2022-2023 | Milton Keynes | Marshall Arena | Non-Ranking |      |

## Statistiche

### Sponsor
| Edizione | Sponsor   |
| -------- | --------- |
| 2022     | BetVictor |